# Elena Nichele
Elena Nichele (Motta di Livenza, 12 gennaio 2000) è una calciatrice italiana, centrocampista del Como 1907.

## Carriera

### Club
Elena Nichele si appassiona al gioco del calcio fin da giovanissima.
Notata dagli osservatori dell'AGSM Verona, le viene offerta l'opportunità di continuare l'attività agonistica in una formazione interamente femminile. Nichele veste la maglia gialloblu della società veronese inizialmente nella formazione che disputa il Campionato Primavera, raggiungendo a fine edizione 2015-2016 le semifinali, e inserita, grazie alle qualità espresse nella giovanile, dal mister Renato Longega dopo breve tempo nella rosa della prima squadra, Campione d'Italia, che disputa il campionato di Serie A.
Nichele fa il suo debutto nella massima serie del campionato italiano il 12 marzo 2016, alla 15ª giornata della stagione 2015-2016, nell'incontro pareggiato 2-2 fuori casa dalle veronesi con le avversarie della Res Roma, stagione che la vede impiegata in due occasioni anche in Coppa Italia. Al termine della stagione colleziona 5 presenze su 22 incontri disputati in campionato e 2 su 4 in Coppa.
Nella stagione successiva Longega la impiega con più regolarità. Nel corso del campionato sigla la sua prima rete in Serie A, il 14 gennaio 2017, nella partita giocata sul terreno di casa con Brescia, segnando al 43' il gol del definitivo 2-0 per le veronesi. Grazie al secondo posto ottenuto nel precedente campionato dall'AGSM Verona, Nichele ha anche l'occasione di debuttare in UEFA Women's Champions League per la stagione 2016-2017, scendendo in campo il 5 ottobre 2016 al BIIK Stadium di Şımkent, nella partita di andata con le kazake del BIIK Kazygurt, incontro perso dalle italiane per 1-3.
Nel luglio 2021, dopo tre stagioni consecutive al Verona, si è trasferita all'Empoli.

### Nazionale
Nel dicembre 2015 Nichele viene convocata dai responsabili delle nazionali giovanili per il primo raduno della formazione under 16 al Centro tecnico della FIGC di Coverciano, Firenze,, venendo inserita nella rosa delle venti atlete chiamate a partecipare al Torneo delle Nazioni nell'aprile 2016.
Grazie alle sue prestazioni in campionato, nel corso del 2016 arriva la convocazione agli stage della formazione delle under 17, dove il responsabile tecnico Enrico Sbardella deve scegliere tra le 22 convocate le atlete che costituiranno la rosa delle Azzurrine impegnate nelle fasi di qualificazione del campionato europeo di categoria di Repubblica Ceca 2017. Il debutto avviene il 26 ottobre 2016, all'Estádio Nacional di Cruz Quebrada, Oeiras, quando il tecnico Rita Guarino la inserisce al 41' rilevando la pari ruolo Bianca Giulia Bardin autrice della sesta rete per le Azzurrine, nella partita vinta per 8-0 sulle pari età della Georgia. Condivide il percorso della squadra che, come migliore seconda del gruppo 5, supera la prima fase accedendo alla fase élite, giocando tutti i tre incontri della seconda fase non riuscendo però ad accedere alla fase finale.
Nel giugno 2017 Sbardella la convoca a Coverciano per uno stage preparatorio con la under 19. Inserita in rosa nella squadra impegnata nella fase di qualificazione all'Europeo di Svizzera 2018, Nichele debutta il 16 ottobre 2017, nell'incontro della prima fase vinto dall'Italia per 8-0 sulle avversarie della Moldavia, condividendo con le compagne il percorso che vede la squadra qualificarsi alla fase finale.